# Jan Mládek

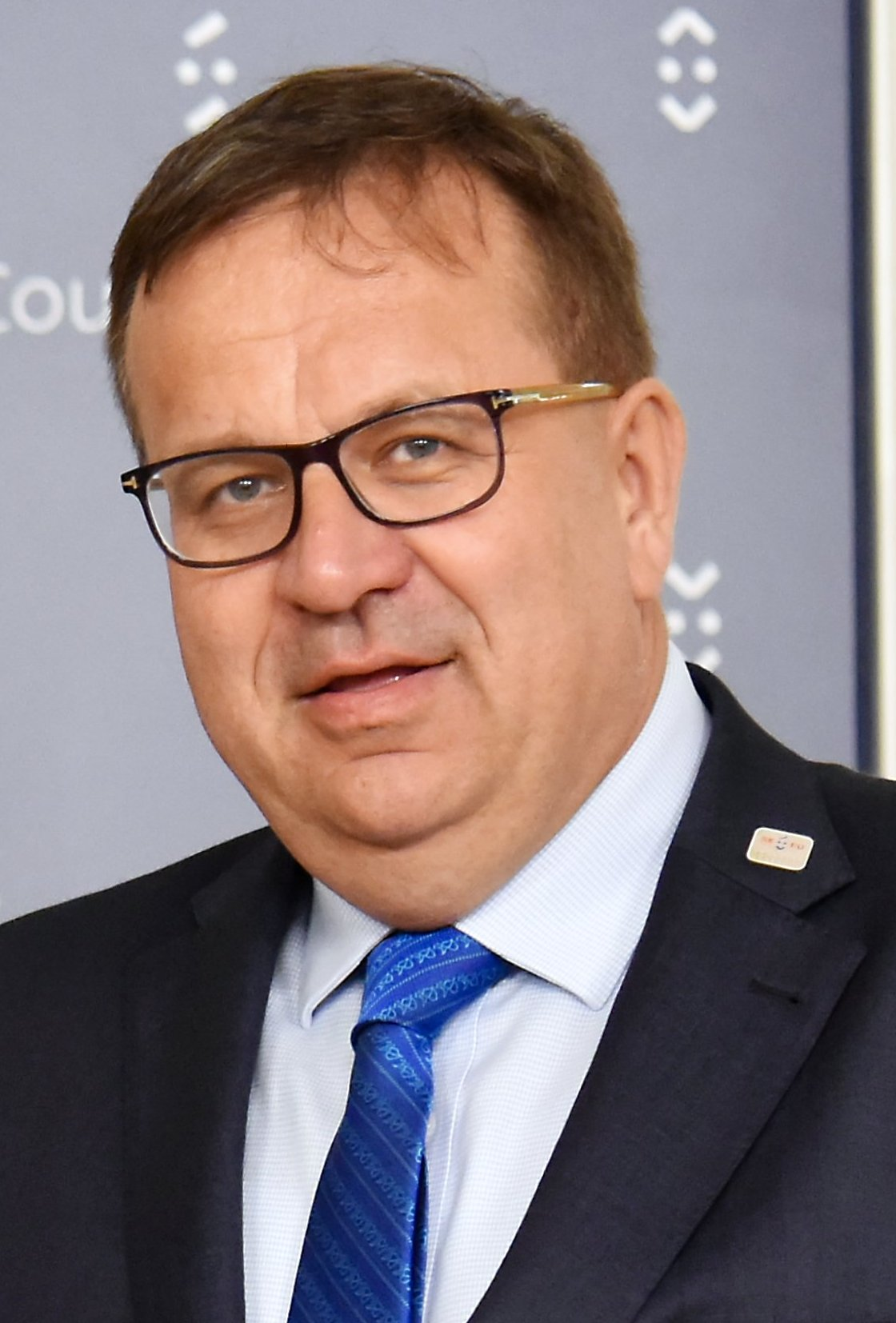
Jan Mládek

Jan Mládek (* 1. Juni 1960 in Jindřichův Hradec) ist ein tschechischer Ökonom und Politiker der sozialdemokratischen Partei ČSSD. Von 2005 bis 2006 war er Landwirtschaftsminister in der Regierung Jiří Paroubek und von Januar 2014 bis Februar 2017 Minister für Industrie und Handel in der Regierung Bohuslav Sobotka.

## Leben und Karriere
Im Jahre 1983 schloss Mládek sein Studium an der Wirtschaftsuniversität Prag ab. Danach in den Jahren 1985–1990 studierte er am Prognose-Institut der Akademie der Wissenschaften der Tschechischen Republik, wo ihm der Grad Kandidat der Wissenschaften im April 1990 erteilt wurde. Außerdem studierte er zwei Jahre (1987–1989) Mathematik und Physik an der Karls-Universität Prag.
Er ist verheiratet und hat fünf Kinder.
Im Jahre 1991 arbeitete er als Assistent am Lehrstuhl für Volkswirtschaft an der sozialwissenschaftlichen Fakultät der Karls-Universität. In den Jahren 1991–1992 arbeitete er als Berater des föderalen Wirtschaftsministers und später als sein Stellvertreter. In den Jahren 1992–1995 war Mládek als externer Berater des Ministers für Industrie und Handel tätig. In den Jahren 1993–1998 arbeitete er mit der Central European University in Prag und Budapest an wirtschaftlichen Studien zur Privatisierung in den post-kommunistischen Ländern Europas zusammen. In den Jahren 1998–1999 wirkte er als Stellvertreter des für Wirtschaftspolitik zuständigen Staatssekretärs des tschechischen Premierministers und vom Jahre 1999 bis Mai 2001 war er der erste stellvertretende Finanzminister. In den Jahren 1999–2001 war er Vizegouverneur des Internationalen Währungsfonds für Tschechien.
Bei der Wahl im Jahre 2002 wurde Mládek für die sozialdemokratische Partei ČSSD ins Abgeordnetenhaus gewählt.
Er war Mitglied des Haushaltsausschusses und in den Jahren 2002–2004 war er tätig auch im Außenausschuss. 2005 legte er sein Mandat nieder.
In der ČSSD war er als Vorsitzender des Wirtschaftspolitikausschusses der Partei tätig. Mládek war bereits von 2005 bis 2006 in der Regierung Paroubek Landwirtschaftsminister und hatte seit 29. Januar 2014 das Amt des Ministers für Industrie und Handel inne. 2017 geriet Mládek in die öffentliche Kritik. Er verteidigte die hohen Telefon-Roaming-Gebühren für Telefongespräche im Ausland damit, dass Handy-Roaming eine elitäre Angelegenheit sei, die nur fünf Prozent der Bevölkerung etwas angeht und wer Telefontarife wie in Polen haben wolle, der solle doch nach Polen auswandern. Danach wurde er als Minister entlassen.

## Geschäfts-, Leitungs- und Verwaltungsaktivitäten
Gemäß dem Handelsregisterauszug:
- seit Februar 1994 Geschäftsführer und Gesellschafter Český institut aplikované ekonomie s.r.o.
- von Oktober 1999 bis August 2000 Vorstandsvorsitzender Exportní garanční a pojišťovací společnost a.s.
- von Januar 2000 bis September 2000 Vorstandsvorsitzender Česká exportní banka a.s., ČEB a.s.
- von Februar 2000 bis Juli 2002 Aufsichtsratsmitglied Královopolská a.s.
- von Februar 2002 bis November 2005 Vorstandsvorsitzender Fontes rerum, družstvo pro ekonomická, politická a sociální studia (Genossenschaft für wirtschaftliches, politisches und soziales Studium)
- von November 2004 bis November 2005 Aufsichtsratsmitglied PPP Centrum a.s. (Kras a.s.)

## Veröffentlichungen (Auswahl)
- Mládek, J. (1987): Shortage – the Barrier of Modeling Consumption in Centrally Planned Economy. (Mangel – Hindernisse des Verbrauchsmodellierens in der zentral gesteuerten Wirtschaft) Ekonomicko-matematický obzor 23, ISSN 0013-3027, Nr. 2, Seiten 156–170
- Mládek, J. (1989): Selected Problems of Modeling Consumption in a CPE: the Case of Czechoslovakia 1955–1986. (Ausgewählte Probleme des Verbrauchsmodellierens in der zentral gesteuerten Wirtschaft: Fall der Tschechoslowakei 1955–1986.) Jahrbuch der Wirtschaft Osteuropas 13, Nr. 2, München, Seiten 195–205
- Mládek, J. (1993): The Different Paths of Privatization (Czechoslovakia 1990 - ?) (Unterschiedliche Wege der Privatisierung (Tschechoslowakei 1990–?)) in: Earle, J.; Frydman, R.; Rapacyznski, A. (eds.): Privatization in the Transition to a Market Economy; Pinter Publishers, London, United Kingdom, 1993, Seiten 121–146
- Hashi I., Mládek, J. (1993): Voucher Privatization, Investment Funds and Corporate Governance in Czechoslovakia (Coupon-Privatisierung, Investmentfonds und Grundsätze der Unternehmensführung in der Tschechoslowakei), British Review of Economic Issues 15, Nr. 37, Oktober 1993, Seiten 67–96
- Mládek, J. (1994): Voucher Privatization in the Czech Republic and Slovakia (Coupon-Privatisierung in der Tschechischen Republik und Slowakei), in: Mass Privatization – An Initial Assessment, OECD, Paris, 1994
- Mládek, J. (1994): Czech Privatization Process: Time for Corporate Governance (Prozess der tschechischen Privatisierung: Zeit für Grundsätze der Unternehmensführung), Forschungsbericht 9410, Ludwig Boltzmann Institute, Deutschland, 18 Seiten
- Dlouhý, V., Mládek, J. (1994): Privatization and Corporate Control in the Czech Republic (Privatisierung und Corporate Control in der Tschechischen Republik), Economic Policy, Lundy, Dezember 1994, Seiten 155–170
- Mládek, J. (1997): Is Czech Voucher Privatization a Success? (Ist die tschechische Kuponprivatisierung ein Erfolg?) Transitions, Seiten 92–95
- Mejstřík, M., Mládek, J. (1997): The Privatization Process in East-Central Europe – Evolutionary Process (Privatisierungsprozess in Ost-Mitteleuropa – Evolutionärer Prozess). Kluwer Academic Publishers, USA
- Hashi, I., Mládek, J. (2000): Fiscal and Regulatory Impediments to the Entry of New Firms in Five TR (Fiskal- und Regulierungshindernisse für den Eintritt von neuen Firmen in fünf TR), Journal of East-West Business, Haworth Press, Binghamton NY, USA, Seiten 59–94
- Mládek, J. (2001): Hospodářský růst a veřejné rozpočty (Wirtschaftswachstum und öffentliche Haushalte), Trend Nr. 3, Jahrgang 8, Juli 2001
- Mládek, J. (2001): Národní kapitalismus v Čechách a co sním dál? (Volkskapitalismus in Tschechien, und was weiter damit?) Respekt, 10. September 2001
- Mládek, J. (2002): Kupónová privatizace: politický úspěch, ekonomické selhání (Coupon-Privatisierung: politischer Erfolg, wirtschaftliches Versagen), Sammelband des Zentrums für die Wirtschaft und Politik
- Mládek, J. (2003): Kdo neodjel, volil komunisty (Wer nicht ausgewandert ist, wählt die Kommunisten) Respekt, 28. Januar 2003, Seite 8
- Mládek, J. (2003): Kousnutí do kyselého jablka (Ein Biss in den sauren Apfel), Literární noviny, červenec 2003
- Mládek, J. (2003): Reforma veřejných financí: těžká zkouška pro ČSSD (Reform der öffentlichen Finanzen: eine harte Prüfung für die ČSSD), Trend Nr. 5, Jahrgang 10, Oktober 2003, Seite 9
- Mládek, J. (2004): Nalejme si čistého vína aneb o hospodářské politice ČR v 21. století (Schenken wir uns reinen Wein ein oder Ausführungen zur Wirtschaftspolitik der Tschechischen Republik im 21. Jahrhundert), Trend Nr. 4, Jahrgang 11, Seite 3
- Mládek, J. (2005): Rovná daň – pohled domácí – český (Gleiche Steuer – heimische Betrachtungsweise), Právo, 21. Mai 2005, Seite 23
- Mládek, J. (2006): Budoucnost českého venkova je EAFRD (Die Zukunft der tschechischen Provinz heißt EAFRD), Právo, 31. Januar 2006, Seite 13
- Mládek, J. (2007): Přijměme euro už v roce 2012 (Lasst uns den Euro bereits im Jahr 2012 einführen), Hospodářské noviny, 22. Februar 2007